# Aspaurucis
Aspaurucis (em grego: Ασπαυρουκις; romaniz.: Aspauroukis) foi um nobre do começo do século II, ativo na região de Gogarena, na fronteira entre a Armênia e a Ibéria.

## Vida
A existência de Aspaurucis é atestada pela gema de seu anel de sinete localizado na tumba 1 da necrópole dos vitaxas (vice-reis) de Gogarena, perto de Misqueta, e assume-se que tenha exercido essa função. Na tumba foram localizados quatro áureos do imperador Adriano (r. 117–138), que ajudam a identificar o período aproximado no qual esteve vivo. Um cinturão de ouro atribuído a ele contém uma gema com as efígies de Zeuaques, o Jovem e sua esposa Carpace, que se presumem terem sido seus avós dada a distância cronológica entre eles. Por conseguinte, é possível que foi filho de Xaragas.